# 刷手
刷手（英語：surgical hand disinfection），是一種手部的消毒動作，最常出現在外科開刀房，也出現在其他需要無菌操作的場合，例如放置中心靜脈導管。過程中利用到濃稠的優碘刷手液與毛刷。

## 刷手過程
刷手過程從肢體末端(手指)刷至肢體近端約肘關節處，並避免讓近端液體回流到已經消毒過的遠端，造成污染，故要將手微抬高。
刷的過程，指甲縫內、雙指間隙都要確實刷過，才進行到手掌，爾後再往近端刷。標準的刷手過程一次常要花上5分鐘左右，並且進行兩次。
刷手後，標準程序下優碘液並不沖洗掉。無菌的手掌、手臂保持懸空並略為抬高，手掌高度約保持在胸前、低於下巴的範圍，避免碰到自身、人或物(手術室的門沒有手把，所以不會用到手，要背對手術室的門，用背推開門)。接著用毛巾把手擦乾，然後可能需要其他人員(流動護理師)小心的協助，穿著上無菌手術衣及無菌手套，穿著手套時要先將手術衣裹住手。